# Спори (фільм, 2011)
Спори (англ. Spores) — науково-фантастичний фільм жахів режисера Максима Дьячука.

## Сюжет
Група друзів виїжджає з міста на пікнік, на шляху вони натрапляють на старий радянський завод. Завод вже давно закинутий, що зацікавило їх ще більше. Але цікавість стикає їх віч-на-віч з неймовірною небезпекою, з жахливими істотами. З'ясовується, що інопланетні спори, що опинилися там унаслідок падіння на Землю невеликого метеорита, швидко розмножуються і набувають жахливих форм, коли стикаються з будь-яким біологічним видом на планеті.

## В ролях
- Наталія Риб'якова
- Олег Бурлаков
- Леонід Гусаров
- Валерій Кузьменко
- Олена Щербакова
- Володимир Кокін
- Микола Дубков
- Валерій Крячек
- Євген Казанцев
- Ілля Козлик
- Олена Дрьоміна